# Złoty frank
Złoty frank – dawna jednostka rozrachunkowa, którą od 1930 r. do 1 kwietnia 2003 r. posługiwał się Bank Rozrachunków Międzynarodowych. Został zastąpiony przez Specjalne prawa ciągnienia. Pierwotnie był równowarty frankowi szwajcarskiemu, a po odejściu franka szwajcarskiego od standardu złota utrzymał kurs na poziomie, na którym frank szwajcarski był wcześniej sztucznie utrzymywany (0,29 grama czystego złota).
Złoty frank był używany w angielsko-francuskim kondominium Nowe Hebrydy (dziś Vanuatu) jako waluta, w której urząd pocztowy połączonej administracji wyceniał swoje znaczki pocztowe. To tylko bardziej skomplikowało sytuację, w której już funkcjonowały w obiegu dwie waluty: dolar australijski i frank Nowych Hebrydów, a połączona administracja w dokumentach budżetowych operowała nawet funtem szterlingiem.